# Pijnacker

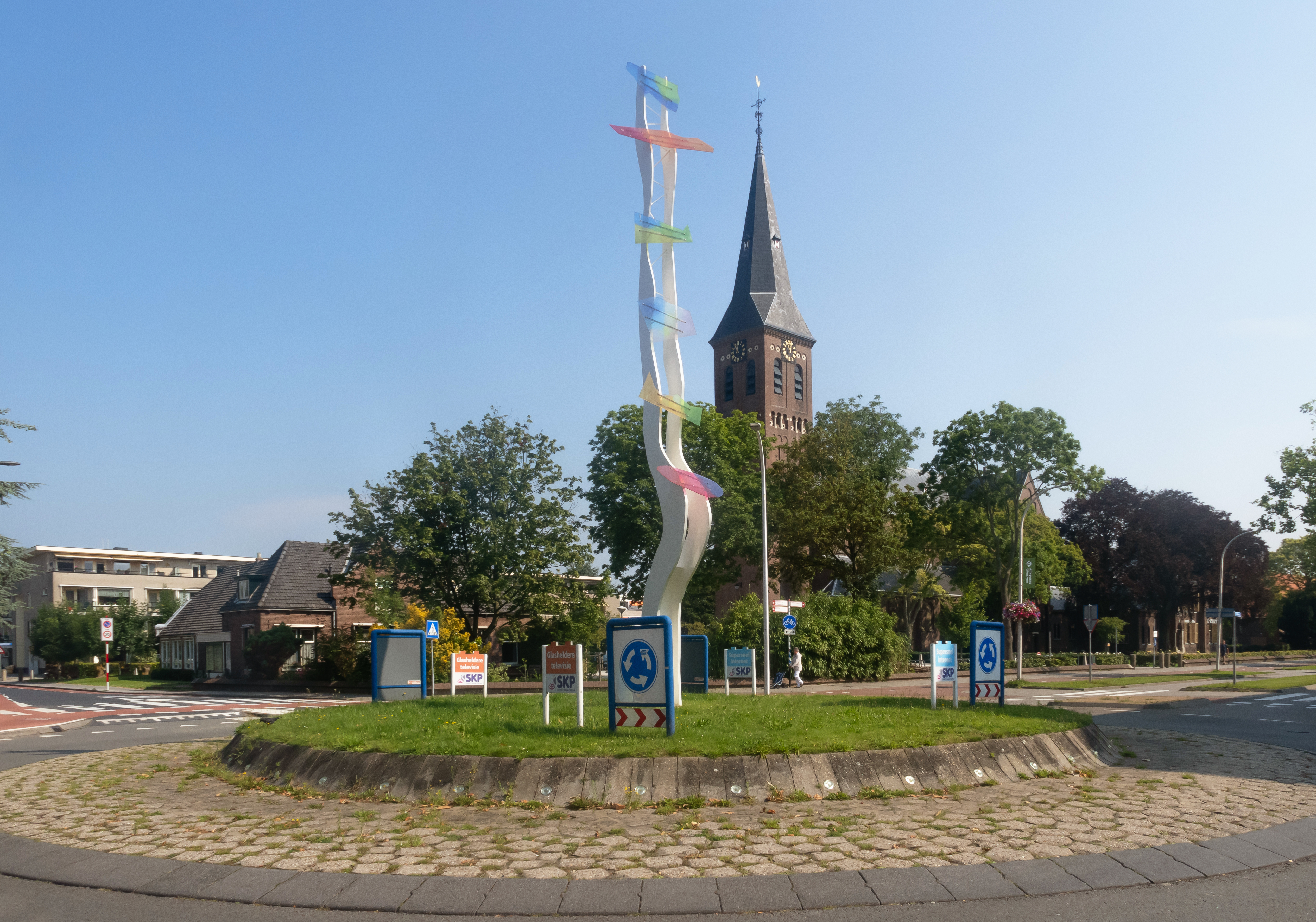
La iglesia: Sint Johannes de Doperkerk

Pijnacker es una localidad en la provincia neerlandesa de Holanda Meridional (en holandés Zuid-Holland). La localidad está situada a cuatro kilómetros al este de la ciudad de Delft, también localizada en la municipalidad de Pijnacker-Nootdorp. La localidad contaba en 2012 con una población de 22.455 habitantes. 
Pijnacker tiene dos paradas en la red de transporte público de RandstadRail, entre La Haya y Róterdam, las cuales son Pijnacker Centrum y Pijnacker-Zuid.
En 1812, la localidad de Pijnacker creció de manera significativa, al absorber otras localidades, como las de Abtsregt, Ackersdijk en Vrouwenregt, Biesland, Ruiven, Tempel y una parte de Hof van Delft. Todos estos pueblos fueron finalmente restablecidos el 1 de abril de 1817. En 1846, Pijnacker absorbe definitivamente Ruiven. Pijnacker fue una municipalidad independiente hasta 2002, cuando se fusionó con Nootdorp.
Dentro y alrededor de Pijnacker hay grandes y atractivas áreas naturales. Cabe destacar Ackerdijkse Plassen, uno de las reservas de aves más importantes en los Países Bajos. 
Uno de los personajes más ilustres de la localidad es la princesa Mabel de Orange-Nassau, viuda del príncipe Friso, hijo de la antigua reina Beatriz de los Países Bajos.

## Barrios
La localidad de Pijnacker cuenta con los siguientes barrios:
- Centrum (Centro)
- Koningshof
- Noord (Norte)
- Klapwijk
- Tolhek
- Keijzershof
- Ackerswoude (todavía no ha sido construido)
- Tuindershof (todavía no ha sido construido)

## Edificios notables

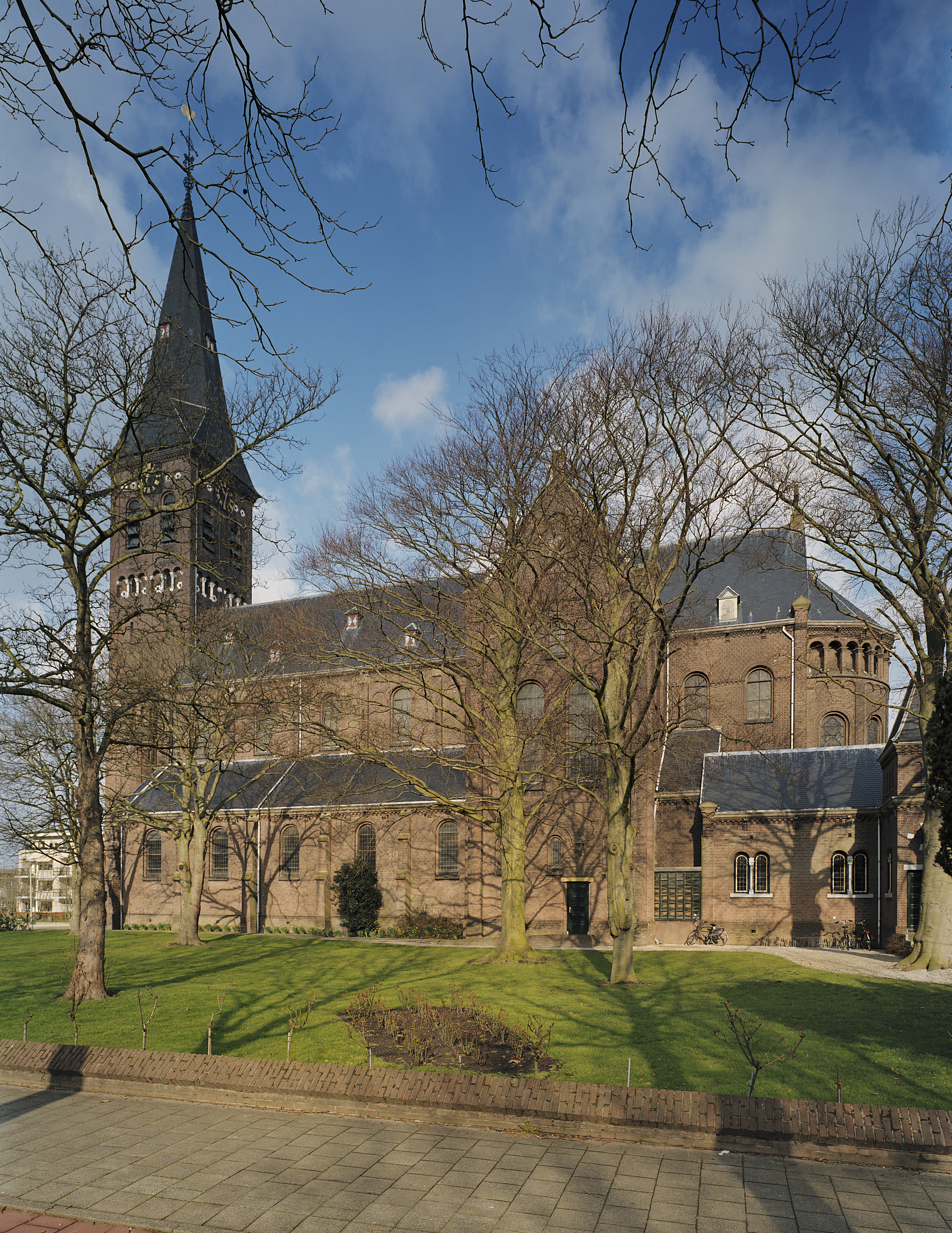
Iglesia de San Juan, vista general de la fachada sur.

Uno de los edificios dominantes y destacables de Pijnacker es la iglesia católica de  H. Joannes de Dooper, situada en la calle principal del pueblo (la calle Oostlaan). Aunque anteriormente había sido una parroquia con un sacerdote a tiempo completo, la Iglesia de San Juan Bautista (Pijnacker) está ahora unida con la iglesia de San Bartolomeo (Nootdorp), formando una parroquia dentro de la Federación de Parroquias de Oostland, a su vez dentro de la Diócesis de Róterdam.